# Václav Šreier
Václav Šreier (* 22. února 1943) je bývalý český fotbalový brankář.

## Fotbalová kariéra
V československé lize hrál za SONP Kladno ve 37 zápasech a v 9 z nich udržel čisté konto. Za Kladno nastoupil celkem v 646 utkáních.

## Ligová bilance
| Ročník                                   | Zápasy | Góly | Minuty | Nuly | Klub        |
| ---------------------------------------- | ------ | ---- | ------ | ---- | ----------- |
| 1. československá fotbalová liga 1963/64 | 1      | 0    | 90     | 1    | SONP Kladno |
| 1. československá fotbalová liga 1964/65 | 8      | 0    | 605    | 0    | SONP Kladno |
| 1. československá fotbalová liga 1969/70 | 28     | 0    | 2 422  | 8    | SONP Kladno |
| CELKEM                                   | 37     | 0    | 3 117  | 9    |             |